# Kalix (comune)
Kalix è un comune svedese di 16 775 abitanti, situato nella contea di Norrbotten. Il suo capoluogo è la cittadina omonima.

## Geografia antropica
Nel territorio comunale sono comprese le seguenti aree urbane (tätort):
| #  | Località     | Popolazione |
| -- | ------------ | ----------- |
| 1  | Kalix        | 7 312       |
| 2  | Töre         | 1 146       |
| 3  | Rolfs        | 1 116       |
| 4  | Nyborg       | 881         |
| 5  | Risögrund    | 782         |
| 6  | Sangis       | 612         |
| 7  | Karlsborg    | 419         |
| 8  | Bredviken    | 374         |
| 9  | Båtskärsnäs  | 340         |
| 10 | Gammelgården | 307         |
| 11 | Morjärv      | 297         |
| 12 | Påläng       | 291         |

## Amministrazione

### Gemellaggi
- Pielavesi